# Nuovo Athos
Nuovo Athos (in georgiano ახალი ათონი?; Akhali Atoni; 
in abcaso: Афон Ҿыц; Afon Ch'yts) è una cittadina del distretto di Gudauta, de iure in Georgia, ma de facto è situata in Abcasia. Bagnata dal Mar Nero, la cittadina dista 22 chilometri da Sukhumi. In passato è stata nota con i nomi di Acheisos, Anacopia, Nikopia, Absara e Psyrtskha. Deve l'attuale denominazione all'omonimo complesso monasteriale costruitovi nel XIX secolo.

## Storia

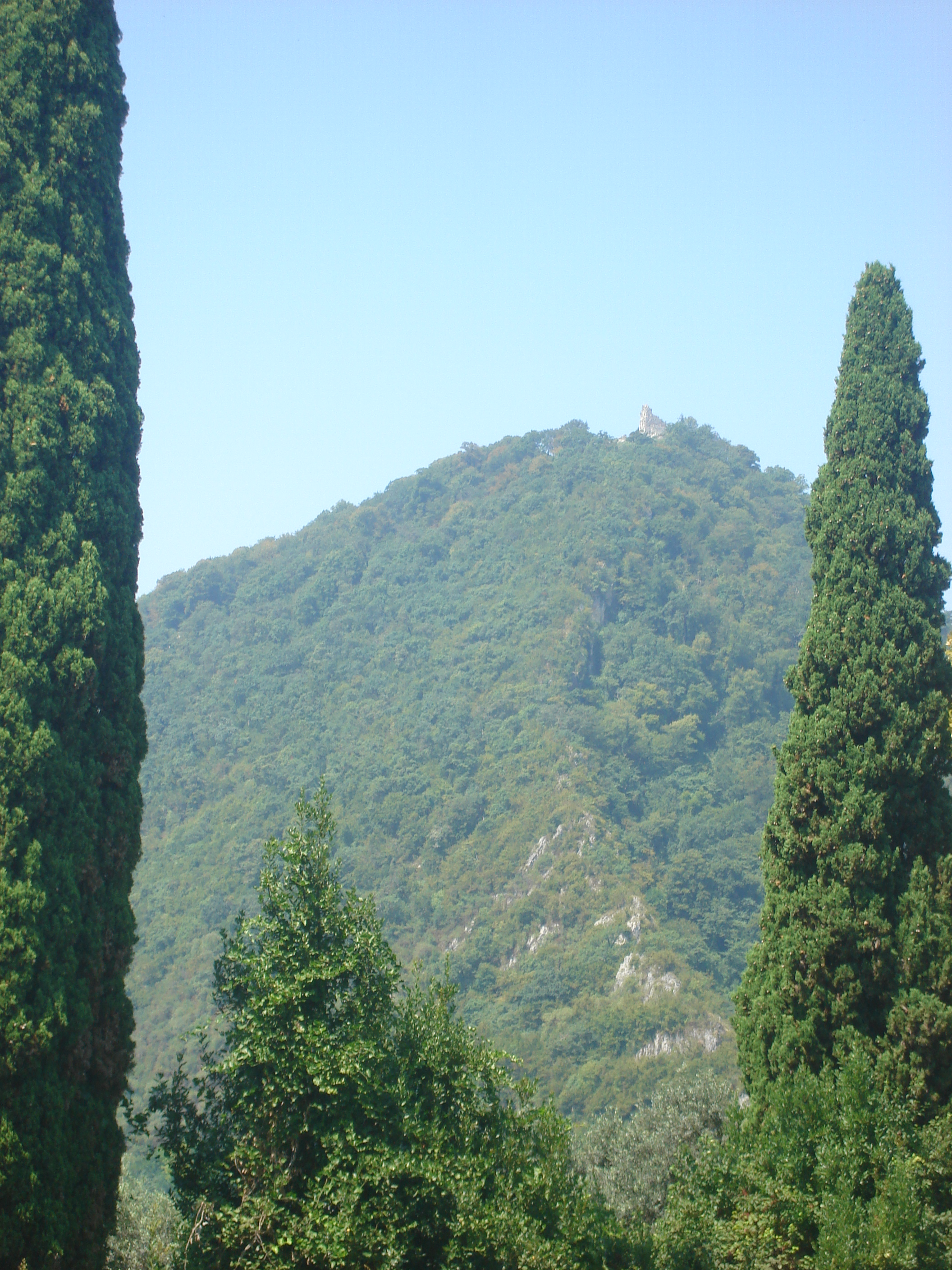
Monte d'Iberia

Un insediamento urbano sul punto in cui sorge l'attuale cittadina era già presente in precedenza alla nascita di Cristo. Le prime menzioni ad una città chiamata Anacopia risalgono invece al periodo che va dal III al V secolo d.C. Tra il VII e l'VIII secolo la città fu il centro politico del principato d'Abcasia. In questo periodo fu costruita la fortezza di Anacopia in cima al monte d'Iberia. Nel IX secolo, in seguito all'espansione araba, il duca Leone II di Abcasia, impossessatosi di tutta l'Abcasia e dell'Egrisi fino ai monti Likhi, prese il titolo di re. La capitale del Regno di Abcasia fu dapprima Anacopia e poi Kutaisi.
Anacopia è legata anche ad un episodio di lotta per il potere avvenuto nell'XI secolo. In questo periodo la città ospitò la residenza del fratellastro del re Bagrat IV di Georgia, Demetrio, figlio del re Giorgio I e della sua seconda moglie Alda d'Alania. Dopo la morte del sovrano, Alda ed una parte della nobiltà tentarono di promuovere Demetrio come pretendente al trono, ma l'unica conseguenza di questo tentativo fu la cessione della città all'Impero bizantino nel 1033. Nel 1046 Bagrat IV assaltò la città al fine di riconquistarla, ma fu costretto a ritirarsi. La fortezza di Anacopia fu espugnata solo nel 1073 dal successore Giorgio II, come conseguenza della disfatta bizantina nella battaglia di Manzicerta ad opera dei selgiuchidi.
Nel XIII secolo la città divenne una colonia genovese e fu ribattezzata Nikopia. Tra il XVII ed il XVIII secolo subì la dominazione ottomana. Nel 1874 giunsero in città i monaci russi del monastero di San Pantaleone sul Monte Athos. Costoro diedero inizio alla costruzione del grande monastero del Nuovo Athos. Nel corso della guerra russo-turca (1877-1878) i lavori di costruzione vennero sospesi e gli edifici già costruiti vennero distrutti dai turchi. Nel 1879 il progetto poté ripartire ed il monastero fu completato nel 1896. Un importante contributo alla costruzione fu dato dallo zar Alessandro III.
Nel 1924 il monastero fu chiuso al culto e destinato ad altre attività in conseguenza della politica antireligiosa del governo sovietico. Nel 1930 in città furono costruite delle dacie destinate a fungere da residenza estiva per Stalin ed altri membri di primo piano del PCUS. Durante la guerra georgiano-abcasa la cittadina fu colpita dai bombardamenti dell'esercito georgiano ed il monastero fu temporaneamente adibito ad ospedale.
Nel censimento del 1989 la cittadina contava 3.235 abitanti. Nel censimento successivo, quello del 2003, il numero scese a 1.308, mentre nell'ultimo, realizzato nel 2011, gli abitanti risultano essere 1.518. Dal 2003 il sindaco della città è Feliks Dautia.

## Cultura

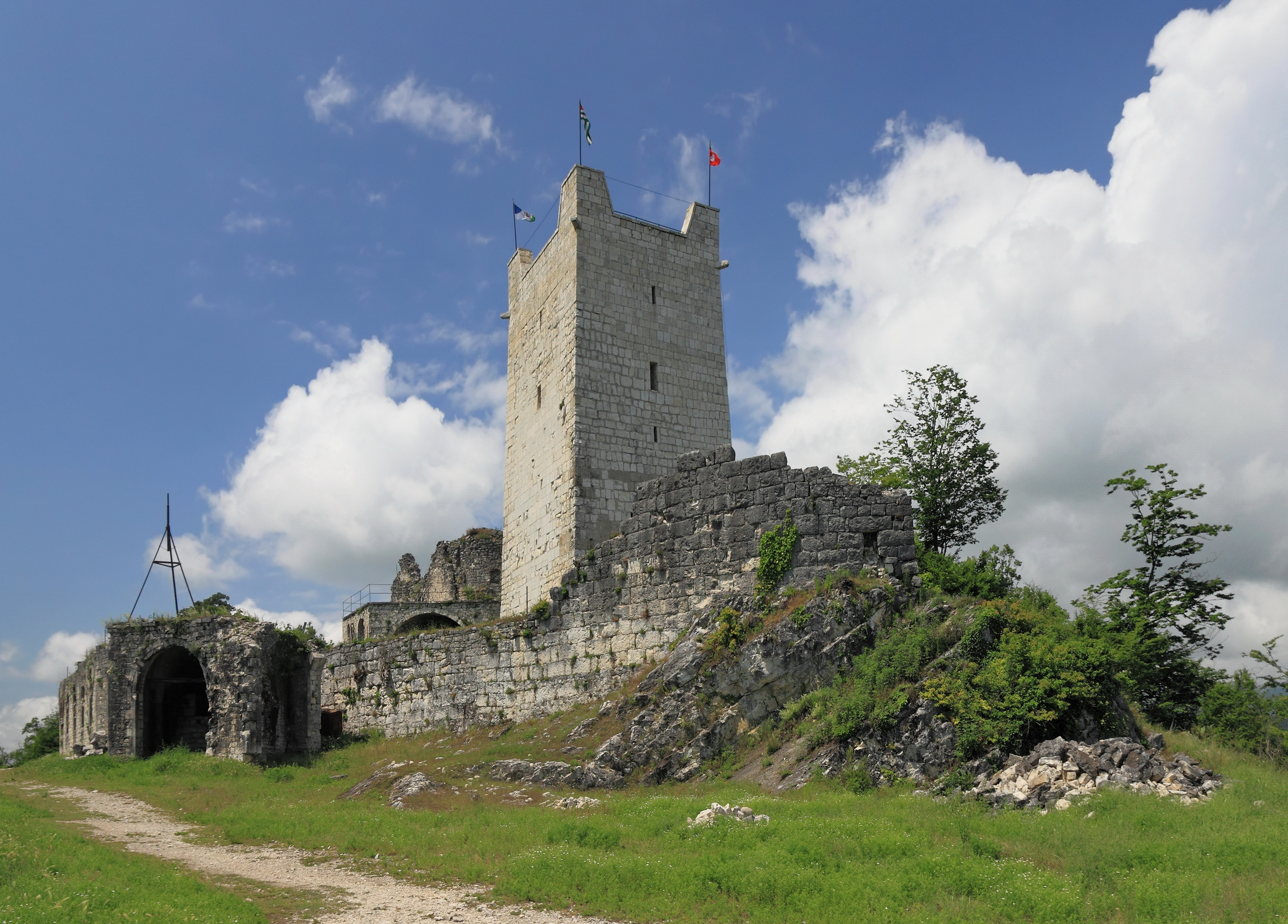
Fortezza di Anacopia

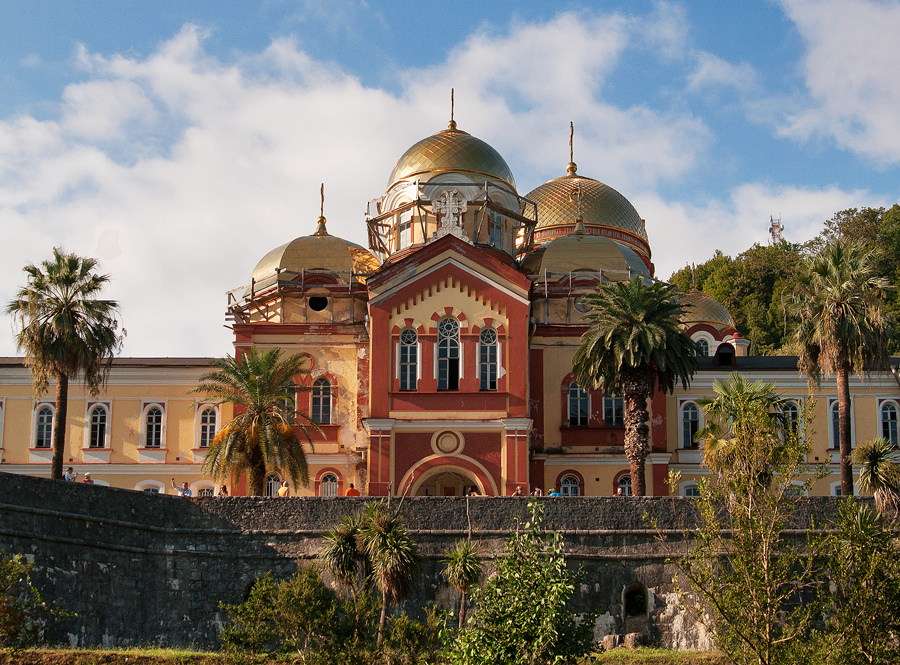
Monastero del Nuovo Athos

La città possiede un variegato patrimonio architettonico e naturale. Uno dei siti maggiormente importanti è il monastero fondato nel XIX secolo, caratterizzato dalle forme tipicamente neobizantine. Nei pressi del fiume Psyrtsha sorgono la chiesa dedicata a San Simone il Cananeo, un lago artificiale ed una stazione idroelettrica costruita tra il 1892 ed il 1903. Sulla cima del monte d'Iberia si trovano le rovine di un antico tempio e quelle della storica fortezza di Anacopia, risalente al VII secolo.
In città è presente anche una torre genovese del XIII secolo. Nel XIX secolo, ai suoi piedi, i monaci costruirono un ostello a due piani per i pellegrini. Tra gli ospiti della struttura si ricordano Anton Čechov (nel 1888), Isaak Babel' e Konstantin Paustovskij (entrambi nel 1922). Vicino al monastero si trova la residenza estiva di Stalin, la quale contemporaneamente funge da residenza del presidente dell'Abcasia e da museo storico aperto al pubblico. Un altro museo cittadino è il cosiddetto "museo della gloria militare", dedicato ai caduti della guerra georgiano-abcasa. Una delle maggiori attrazioni della città è costituita dalla grotta del Nuovo Athos, scoperta nel 1961 ed aperta ai turisti nel 1975.

## Amministrazione

### Gemellaggi
- Sarov, dal 1997
- Sergiev Posad, dal 1997
- Rjazan', dal 1998

## Galleria d'immagini

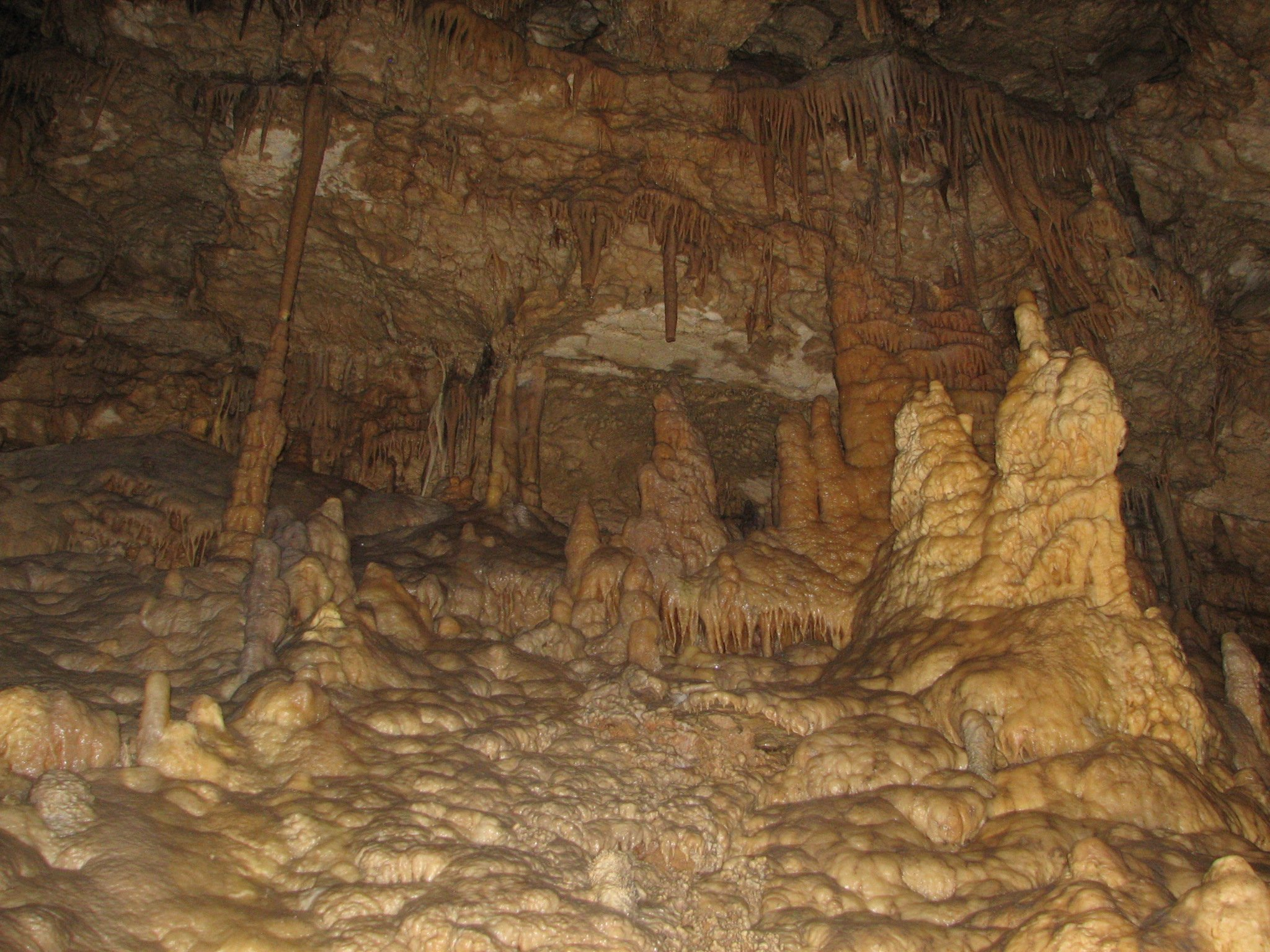
Grotta del Nuovo Athos
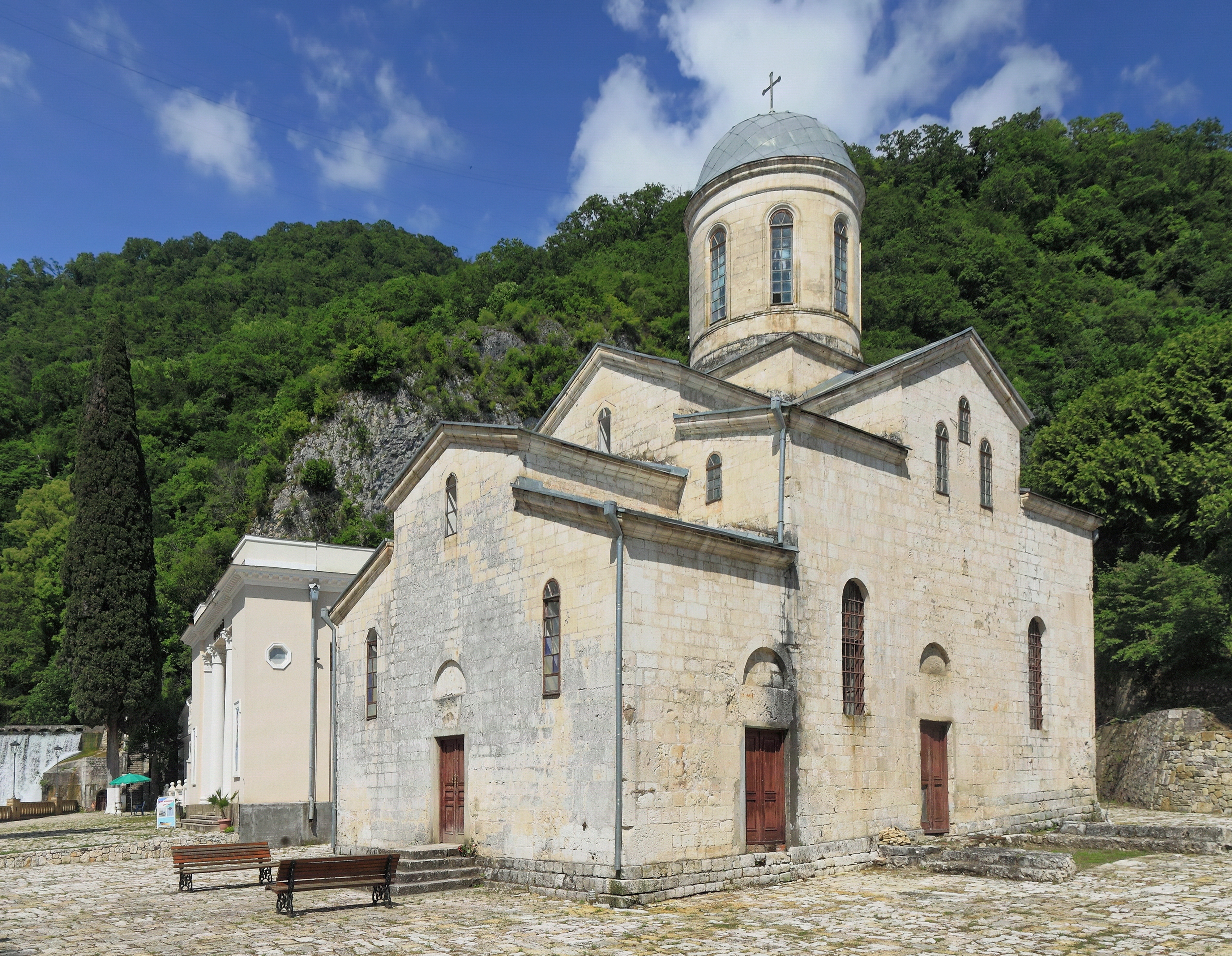
Chiesa di San Simone
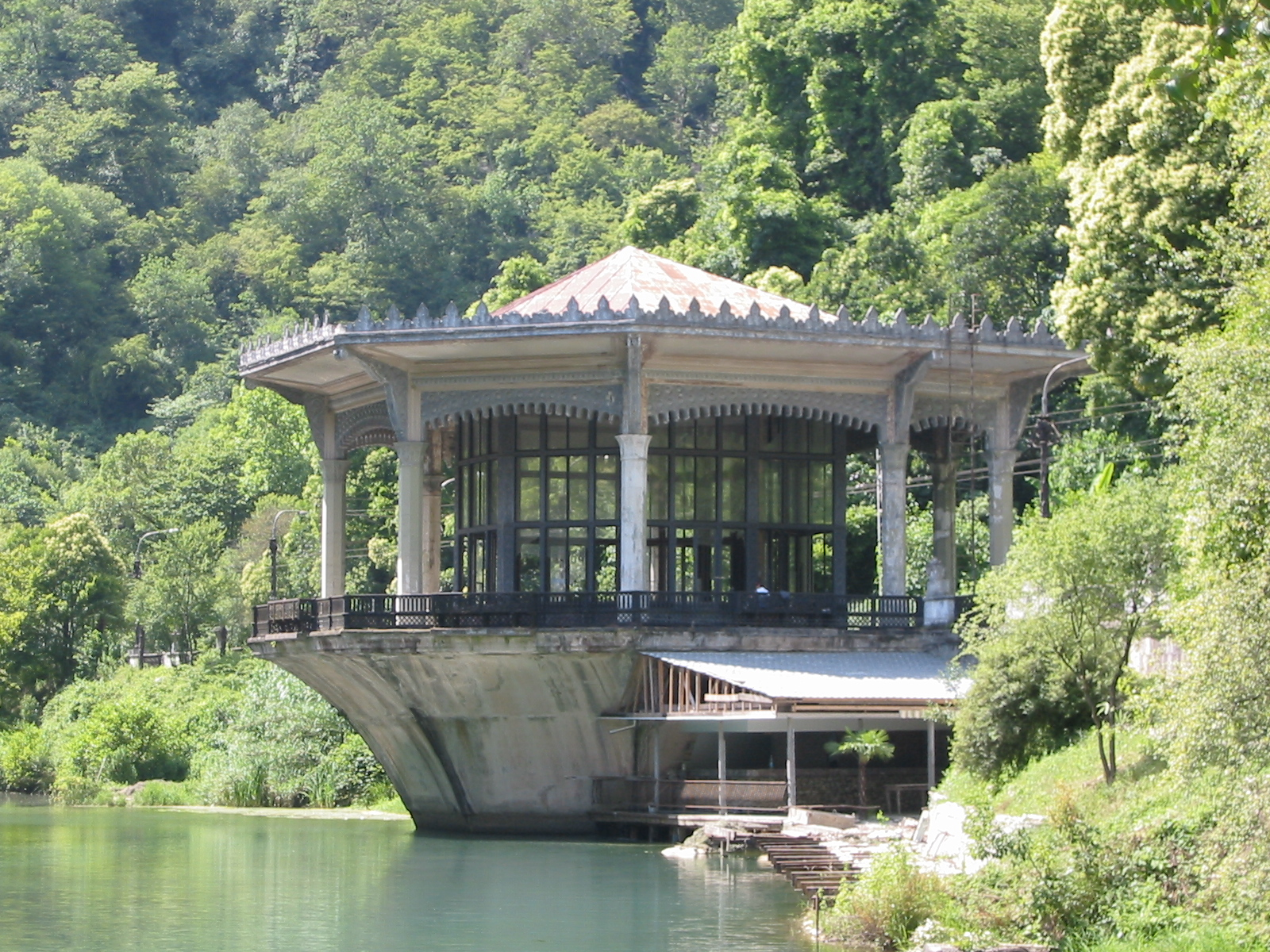
Stazione idroelettrica